# Roman II (hospodar mołdawski)
Roman II (rum. Roman al II-lea; zm. 1448) – hospodar Mołdawii w latach 1447–1448 z rodu Muszatowiczów.
Był synem hospodara Eliasza I, usuniętego z tronu i oślepionego przez swego brata Stefana II. W 1447 zdołał pomścić ojca – z pomocą polską (był kuzynem Kazimierza Jagiellończyka) zaatakował Stefana, od południa wsparty przez siły wołoskie, Stefan został wzięty do niewoli przez Wołochów i zabity. Roman objął tron mołdawski, jednak już rok później został zeń usunięty przez innego stryja, Piotra II, wspieranego przez Jana Hunyadego. Uciekł do Kołomyi, wkrótce potem zmarł.